# 古维也纳舞曲
古维也纳舞曲（德語：Alt-Wiener Tanzweisen）是由弗里茨·克莱斯勒创作的、由小提琴和钢琴演奏的三个短乐曲的组合。这三个短乐曲常常分别独立演奏，分别为爱之喜（Liebesfreud）、爱之悲（Liebesleid）和美丽的罗斯玛琳（Schön Rosmarin）。
至今仍不清楚克莱斯勒是在何时创作的这三个乐曲，唯一知道它们出版于1905年，特意献给约瑟夫·兰纳的。1911年，克莱斯勒创作了他自己的钢琴独奏排列，命名为“古维也纳舞曲”。